# Alesón
Alesón è un comune spagnolo di 137 abitanti situato nella comunità autonoma di La Rioja.